# Klasztor w Nimbschen

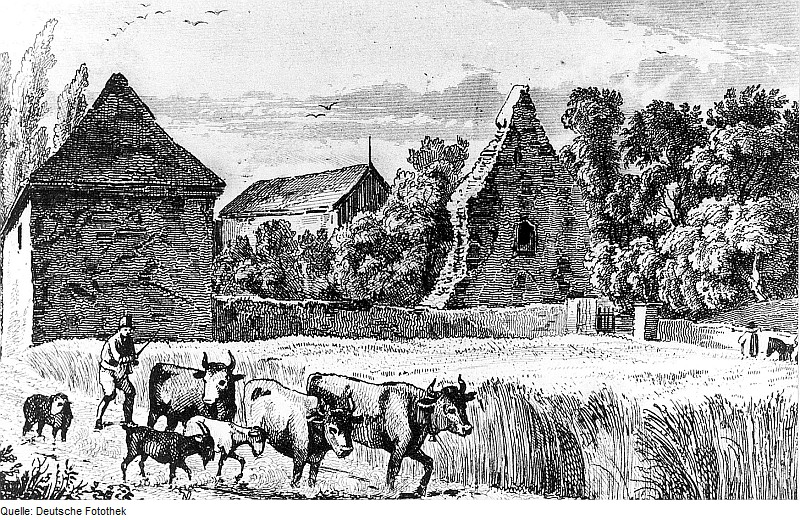
Ruiny klasztoru Nimbschen (ok. 1835)

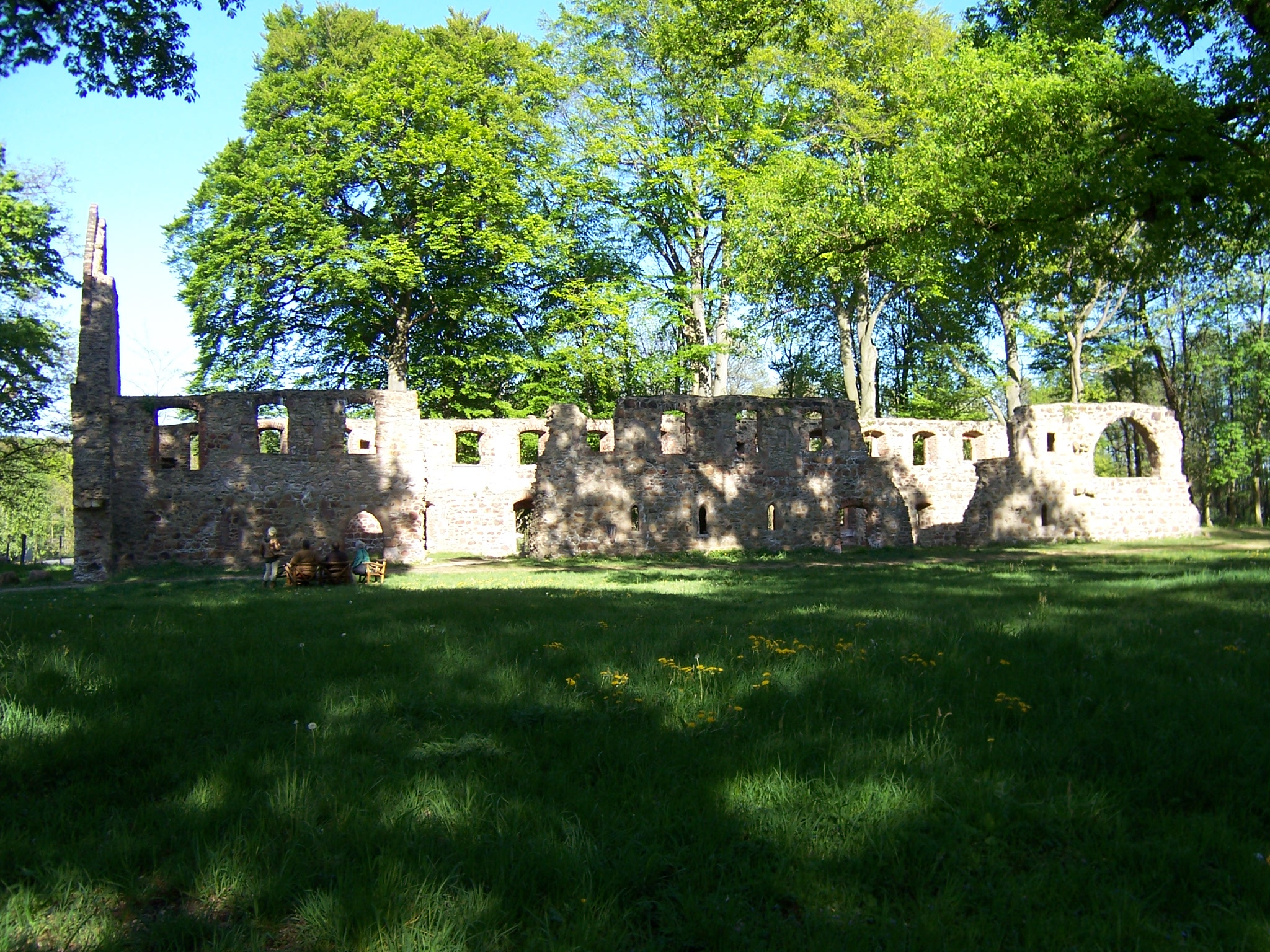
Ruiny klasztoru Nimbschen (2007)

Klasztor Tron Marii w Nimbschen (niem. Kloster Marientron in Nimbschen) – klasztor cysterek położony na południe od Grimmy w Saksonii, czynny w latach 1243–1536/42.

## Historia
W 1243 margrabia Henryk III Dostojny założył koło Torgau klasztor Tron Marii w intencji zbawienia duszy swojej niedawno zmarłej żony Konstancji. Klasztor otrzymał bogate uposażenie: dobra ziemskie, parafie Altbelgern i Weßnig i kościół w Torgau. Pochodziło ono m.in. z majątków Wettynów, które w 1119 były przewidziane na uposażenie klasztoru benedyktyńskiego w Reinhardsbrunn.
W 1244 klasztor został przyjęty do kongregacji cysterskiej. Jego klasztorem macierzystym był męski klasztor Pforta. Mnisi z Pforty byli spowiednikami zakonnic, a opaci wizytowali klasztor. W 1250 mniszki otrzymały od papieża Innocentego IV privilegium commune zakonu cysterskiego, ale nie uzyskały egzempcji od władzy biskupa z Merseburga.
Klasztor żeński był dwukrotnie przenoszony. Ok 1250 zakonnice przeniosły się do miasta Grimma i zostały tam uposażone parafią i szpitalem. Zabudowania tego drugiego służyły mniszkom za mieszkanie i ok. 1250-1270 zostały rozbudowane. Przed 1291 zakonnice przeniosły się do nowo wzniesionego klasztoru koło Nimbschen.
Cysterki z Nimbschen posiadały w okresie późnego średniowiecza rozległe dobra nad Łabą i Muldą. Rozbudowa majątku uległa spowolnieniu od końca XIV w., a pod koniec XV w. pojawiły się trudności finansowe. Dzięki staraniom Wettynów i opatów z Pforty, mimo dużych wydatków na prace budowlane, udało się w latach 20. XVI w. uzdrowić gospodarkę klasztoru.
Zmiany w życiu klasztoru przyniosła reformacja. W 1523 uciekło z niego 9 zakonnic, w tym Katarzyna von Bora, późniejsza żona Marcina Lutra. W momencie śmierci ostatniej opatki Małgorzaty II (1509-1536) w klasztorze przebywało tylko 9 zakonnic, wcześniej było ich zazwyczaj 40. Klasztor został zlikwidowany w 1536. Jego dobrami administrował zarządca. W 1542 elektor Jan Fryderyk I wydzierżawił je.

## Ksienie opactwa
- Beatrix (1252, 1253)
- Margarethe von Kirchberg (po 1257-przed 1282)
- Hedwig (1282, 1308, 1310)
- Jutta (1314)
- Gertrud (1322)
- Elisabeth (I) (1339, 1355)
- Mechthild (1357, 1372)
- Margaretha (I) von Leisnig (1378, 1387)
- Hippe Truchsessen (1390, 1394)
- Mechthild von Landsberg (1397, 1402)
- Elisabeth (II) (1409, 1410)
- Sophia von Prausitz (1423, 1427)
- Margaretha (1436, -1456)
- Elisabeth Grauschwitz (1456, -1461)
- Dorothea von Behr (1461-, 1481)
- Ursula von Lausick (1484, 1495)
- Katherina von Schönberg (1498, -1509)
- Margaretha (II) von Haubitz (1509-1536)

## Literatura
- Christian Gottlob Lorenz: Einige Bemerkungen über das Kloster Nimtschen bei Grimma und über Katharina von Bora. In: Sachsengrün 1 (1861) s. 81ff.
- Urkundenbuch der Stadt Grimma und des Klosters Nimbschen.. isgv.serveftp.org. [zarchiwizowane z tego adresu (2009-07-19)]. (CDS II 15.)
- Seidel, Kurt: Der Besitzstand des Klosters Nimbschen in und um Torgau. Diss. Leipzig 1911.
- Hermann Koestler: Kloster Nimbschen. in: Mitteilungen des Landesverein Sächsischer Heimatschutz Band XXV, Heft 9-12/1936, Dresden 1936, s. 214–224.
- Köhler, Anne-Katrin, Geschichte des Klosters Nimbschen. Von der Gründung 1243 bis zu seinem Ende 1536/1542. (Arbeiten zur Kirchen- und Theologiegeschichte, Bd. 7.), Leipzig 2003.